# Mariano Cañardo
Pour les articles homonymes, voir Canardo.
Mariano Cañardo Lacasta est un coureur cycliste espagnol, né le 5 février 1906 à Olite et mort le 20 juin 1987 à Eibar. Il fut professionnel de 1926 à 1943. Il a notamment remporté le Tour de Catalogne à sept reprises.

## Palmarès
- 1926
  - Tour de Cantabrie :
    - Classement général
    - 1re et 3e étapes

  - Trofeo Torrot
  - Villareal-Teruel-Villareal
  - 3e du Tour de Catalogne
- 1927
  - Gran Premio de la Peña Ciclista Mollet :
    - Classement général
    - 1re et 2e étapes

  - Trofeo Vivert
  - 4e étape du Tour des Asturies
  - 2e du Tour de Catalogne
  - 3e du Tour des Asturies
- 1928
  - Tour de Catalogne :
    - Classement général
    - 1re, 2e, 5e et 6e étapes

  - 3e et 4e étapes du Tour des Asturies
  - 2e du Tour des Asturies
  - 3e du Tour du Pays basque
- 1929
  - Championnat de Barcelone
  - Tour de Catalogne :
    - Classement général
    - 6e étape

  - Trofeo Vivert
- 1930
  -  Champion d'Espagne sur route
  - Tour de Catalogne : 
    - Classement général
    - 1re, 4e, 5e et 8e étapes

  - Tour du Pays basque :
    - Classement général
    - 4e étape

  - Tour du Levant :
    - Classement général
    - 1re, 2e et 4e étapes

  - Circuit de Getxo
  - Tour de Santander
  - Championnat de Barcelone
  - 7e du championnat du monde sur route
- 1931
  -  Champion d'Espagne sur route
  - 2e et 4e étapes du Tour de Catalogne
  - 6e, 7e et 8e étapes du Tour du Levant
  - Tour de Madrid :
    - Classement général
    - 1re étape

  - Teruel-Valence-Teruel
  - Grand Prix de Faura
  - 2e du Tour de Catalogne
  - 3e du Tour du Levant
- 1932
  - Tour de Catalogne
  - Trofeo Masferrer
  - 2e et 4e étapes du Tour du Levant
  - Grand Prix de Sabadell
  - Grand Prix de Reus
  - Circuit de la Ribera del Jalón
  - 2e du Tour du Levant
  - 2e du championnat d'Espagne sur route
- 1933
  -  Champion d'Espagne sur route
  - Championnat de Barcelone
  - Trofeo Masferrer
  - 3e et 4e étapes du Tour du Levant
  - Valence-Alcoy-Valence :
    - Classement général
    - 2e étape

  - Grand Prix de Valladolid :
    - Classement général
    - 1re étape

  - Grand Prix de Faura
  - 7e du championnat du monde sur route
- 1934
  - Championnat de Catalogne
  - 3e étape du Tour de Catalogne
  - 2e du championnat d'Espagne sur route
  - 4e du Tour de Catalogne
  - 9e du  Tour de France
  - 10e du championnat du monde sur route
- 1935
  - Tour de Catalogne :
    - Classement général
    - 3e, 4e et 9e étapes

  - 5e étape du Tour d'Espagne
  - 1re étape du Tour de Galice
  - 2e du  Tour d'Espagne
  - 2e du championnat d'Espagne sur route
  - 3e du Tour de Majorque
- 1936
  -  Champion d'Espagne sur route
  - 7e et 15e étapes du Tour d'Espagne
  - Tour de Catalogne :
    - Classement général
    - 4e, 6e et 8e étapes

  - 1re étape du Gran Premio de la República
  - 2e du Trofeo Masferrer
  - 6e du  Tour de France
  - 10e du Tour d'Espagne
- 1937
  - 14eb étape du Tour de France
  - Tour du Maroc :
    - Classement général
    - 6e étape
- 1938
  - Tour du Maroc :
    - Classement général
    - 6e et 9e étapes
- 1939
  - Tour de Catalogne :
    - Classement général
    - 1re, 2e, 3e et 7e étapes

  - Madrid-Lisbonne :
    - Classement général
    - 3eb étape

  - Circuit du Nord :
    - Classement général
    - 2e, 3e, 6e et 7e étapes

  - 3e étape de Barcelone-Madrid
  - 2e étape du Tour d'Alava
  - Tour de Séville
  - 2e du championnat d'Espagne sur route
- 1940
  - Clásica a los Puertos de Guadarrama
  - 3e du championnat d'Espagne sur route
  - 3e du Tour de Catalogne
- 1941
  - Grand Prix de Sabadell
  - Manresa-Sampedor-Manresa
  - 9ea étape du Tour de Catalogne
- 1942
  - 1re étape du Tour de Catalogne (contre-la-montre par équipes)

## Résultats sur les grands tours

### Tour de France
5 participations
- 1934 : 9e
- 1935 : abandon (5ea étape)
- 1936 : 6e
- 1937 : 30e, vainqueur de la 14eb étape
- 1938 : 16e

### Tour d'Italie
2 participations
- 1931 : abandon
- 1933 : non-partant (10e étape)

### Tour d'Espagne
2 participations
- 1935 : 2e, vainqueur de la 5e étape
- 1936 : 10e, vainqueur des 7e et 15e étapes